# Seishi Yokomizo
Seishi Yokomizo (japanska: 横溝 正史?, Yokomizo Seishi), född 24 maj 1902 i Kobe, död 28 december 1981 i Tokyo, var en japansk deckarförfattare.
Som ung brukade Yokomizo leta efter västerländska detektivböcker på antikvariat skrivna på både på japanska och utländska språk. Yokomizo kom från en apotekarfamilj och utbildade sig till apotekare innan han började jobba som redigerare på nöjestidningen Shinseinen (japanska: 新青年?) där han skrev om västerländska deckare. 1932 bestämde sig Yokomizo för att själv bli författare men hans insjuknande i tuberkulos försvårade planerna. Det var först efter andra världskriget som Yokomizo fick uppmärksamhet som författare. Hans mest kända karaktär är amatördetektiven Kōsuke Kindaichi. Första boken där Kindaichi dyker upp som huvudkaraktär är i Honjin satsujin jiken (japanska: 本陣殺人事件?) från 1946 som är en låsta rummet-deckare. Totalt skrev Yokomizo 76 böcker om Kindaichi. Kon Ichikawa regisserade 6 filmatiseringar av Yokomizos böcker med Kōji Ishizaka i rollen som Kōsuke Kindaichi.
Yokomizos största litterära förebilder var John Dickson Carr, Arthur Conan Doyle, Agatha Christie, och Edgar Allan Poe.
1980 instiftades Seishi Yokomizo-priset i hans ära. Priset delas ut till opublicerade deckare och vinnaren får en prissumma på 10 miljoner yen och en statyett föreställande Kōsuke Kindaichi.